# Last Breath
"Last Breath" (Último Suspiro) é a quarta faixa do oitavo álbum de estúdio Cold Day Memory (2010), da banda norte-americana de metal alternativo Sevendust. Foi lançado como terceiro single do álbum em 24 de janeiro de 2011 pela 7 Bros. A banda transmitiu "Last Breath" pela primeira vez nas rádios em 17 de março de 2010.

## Paradas
| Parada (2011)                     | Melhor posição |
| --------------------------------- | -------------- |
| Mainstream Rock Songs (Billboard) | 32             |

## Histórico de lançamento
| Formato                         | Data                  | Gravadora |
| ------------------------------- | --------------------- | --------- |
| Rádio active rock (EUA)         | 24 de janeiro de 2011 | 7 Bros.   |
| Transferência digital (EUA)     | 8 de janeiro de 2011  | 7 Bros.   |
| Transferência digital (Mundial) | 8 de janeiro de 2011  | 7 Bros.   |